# Hyadina pollinosa
Hyadina pollinosa är en tvåvingeart som beskrevs av Oldenberg 1923. Hyadina pollinosa ingår i släktet Hyadina och familjen vattenflugor. Inga underarter finns listade i Catalogue of Life.